# Barion
Barionii sunt particule subatomice compuse din trei quarci, spre deosebire de mezoni, care sunt compuși dintr-un quarc și un antiquarc. Numele de „barion” derivă din cuvântul grecesc βαρύς (baris), care înseamnă greu: la vremea când au primit această denumire, barionii erau cele mai masive particule cunoscute. Caracteristicile fizice și interacțiunile barionilor sunt descrise de cromodinamica cuantică.
Fiind particule formate din cuarci, barionii participa la interacțiunea tare, în timp ce leptonii nu (acestia din urma nefiind formati din cuarci). Cei mai cunoscuti barioni sunt protonii și neutronii, cei care alcătuiesc cea mai mare parte din masa materiei vizibile din Univers. Electronii (cealalta componenta majoră a atomului) sunt leptoni.
Fiecare baryon are o antiparticulă corespunzătoare (antibarion) la care quarci sunt inlocuiti cu anticuarcii lor corespunzători. De exemplu, un proton este format din doi cuarci up și un cuarc down; iar antiparticula sa corespunzătoare, antiprotonul, este format din doi anticuarci up si un anticuarc down.